# Brooklyn Flea
Brooklyn Flea è una società con sede a Brooklyn, a New York. Fondata nel 2008 da Jonathan Butler, creatore di Brownstoner.com e Eric Demby, ex responsabile delle comunicazioni di Marty Markowitz, presidente del quartiere di Brooklyn, la Brooklyn Flea gestisce alcuni dei più grandi mercatini delle pulci della costa orientale degli Stati Uniti. Con centinaia di venditori di mobili antichi e di seconda mano, abbigliamento vintage, oggetti da collezione e antiquariato, il Brooklyn Flea offre, oltre a cibo locale, anche gioielli nuovi, opere d'artigianato e abbigliamento provenienti da artigiani e stilisti locali.

## Caratteristiche
Con centinaia di venditori di mobili antichi e riutilizzati, abbigliamento vintage, oggetti da collezione e oggetti d'antiquariato, il mercato delle pulci offre anche nuovi gioielli, arte, artigianato e abbigliamento di artigiani e designer locali, oltre a cibo locale. Dall'inizio di aprile fino alla fine di novembre, i mercatini delle pulci si trovano presso la Bishop Loughlin Memorial High School di Fort Greene il sabato e sul lungomare Williamsburg la domenica. Durante i mesi invernali, il Brooklyn Flea si trasferisce all'interno di uno spazio di 50.000 m2 a Industry City. La frequenza media giornaliera per ogni mercato è di quattro-cinquemila persone.
Nel luglio 2015, Smorgasburg Queens ha lanciato un lotto all'aperto e un edificio al coperto con orari ogni sabato a Long Island City. Brooklyn Flea gestisce e cura anche le concessioni di cibo e bevande al Central Park SummerStage. Nell'agosto 2015 un'espansione di Breeze Hill a Prospect Park è stato annunciato.